# Januário Pereira

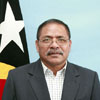
Januário Pereira

Januário da Costa Pereira ist ein osttimoresischer Politiker der Partei Congresso Nacional da Reconstrução Timorense (CNRT).
In der V. Regierung seit der Unabhängigkeit Osttimors wurde Pereira unter Premierminister Xanana Gusmão am 8. August 2012 zum Staatssekretär für Elektrizität, Wasser und Urbanisation vereidigt. Mit der Regierungsumbildung am 16. Februar 2015 unter dem neuen Premierminister Rui Maria de Araújo wurde Pereira in der  VI. Regierung zum Vizeminister für den öffentlichen Dienst, Transport und Telekommunikation I befördert.
Im Oktober 2016 wurde Pereira von der Comissão Anti-Corrupção (CAC) befragt. Es ging um den Vorwurf, er habe mit staatlichen Mitteln Privatfahrzeuge gekauft.
Mit Antritt der VII. Regierung am 15. September 2017 endete Pereiras Amtszeit im Kabinett. Der CNRT ging nach schweren Verlusten bei den Parlamentswahlen in die Opposition.